# هومستد (نیومکزیکو)
هومستد (به انگلیسی: Homestead) یک منطقهٔ مسکونی در ایالات متحده آمریکا است که در نیومکزیکو واقع شده‌است. هومستد ۴۷ نفر جمعیت دارد و ۲٬۳۳۶٫۰۲ متر بالاتر از سطح دریا واقع شده‌است.